# 金崎梦生
金崎梦生（1989年2月16日—），日本職業足球運動員，現效力日丙球隊FC琉球，前日本國家足球隊成員。

## 俱乐部生涯
出道自日职联赛球队大分三神，2019年转投名古屋鲸鱼 。 
德国当地时间1月30日，德甲球队纽伦堡在官方网站上宣布，日本国脚金崎梦生正式加盟。双方签订了一份为期一年半的合同，到2014年的夏天到期。而在合同到期后，纽伦堡有将合同延长到2016年夏天的优先权。他是继清武弘嗣后纽伦堡的第2名日本球员，也是本赛季在德甲联赛效力的第11名日本球员。
2013年2月17日，德甲联赛中清武弘嗣和金崎梦生效力的纽伦堡主场2比2战平酒井宏树效力的漢諾威96。打满全场的清武弘嗣通过任意球助攻了第一个进球。金崎梦生在1比1时下半场替补上场，这是他转会后首次登场，并且策划了第二粒进球。
2013年7月，在纽伦堡效力的中场金崎梦生回到日本寻找新东家。金崎梦生在上賽季结束后从名古屋鯨魚转会到纽伦堡，但仅在联赛中出场4场，且在赛季结束前被下放到德国足球地区联赛球隊纽伦堡B队比赛。
德甲球队纽伦堡官方宣布，中场金崎梦生加盟葡甲联赛球队波蒂莫嫩塞 。本賽季在葡甲目前出場17場打進9球。 
鹿島鹿角宣佈葡甲的波蒂莫嫩塞競技中場金崎夢生正式加盟。
日职联赛官方消息，鹿岛鹿角从当时處於葡甲联赛球队波蒂莫嫩塞买断了前日本国脚金崎梦生。
鹿岛鹿角日前官方宣布，前锋金崎梦生转会加盟鸟栖砂岩。
名古屋鲸鱼官方宣佈，鸟栖砂岩前锋金崎梦生以租借形式加盟球队，租借期限至2021年1月31日。
1月15日，名古屋鲸鱼俱乐部官宣，前国脚前锋金崎梦生正式从鸟栖砂岩转会加盟。
大分三神官方宣布，前日本国脚金崎梦生重返俱乐部。

## 国家队生涯
2009年1月20日，金崎梦生在和也门的2011年亚洲杯外围赛中第一次代表国家队出场。
他参加过2010年东亚杯，在本届2018年世界杯预选赛中，他出场了1次，打进1球。

## 外部連結
- 金崎梦生 – FIFA國際賽競賽紀錄 (存檔)
- 金崎梦生在 National-Football-Teams.com 上的出场纪录
- 日本職業足球聯賽中的金崎梦生 （日語）
- Profile at Kashima Antlers